# St. Hubertus (Drewer)

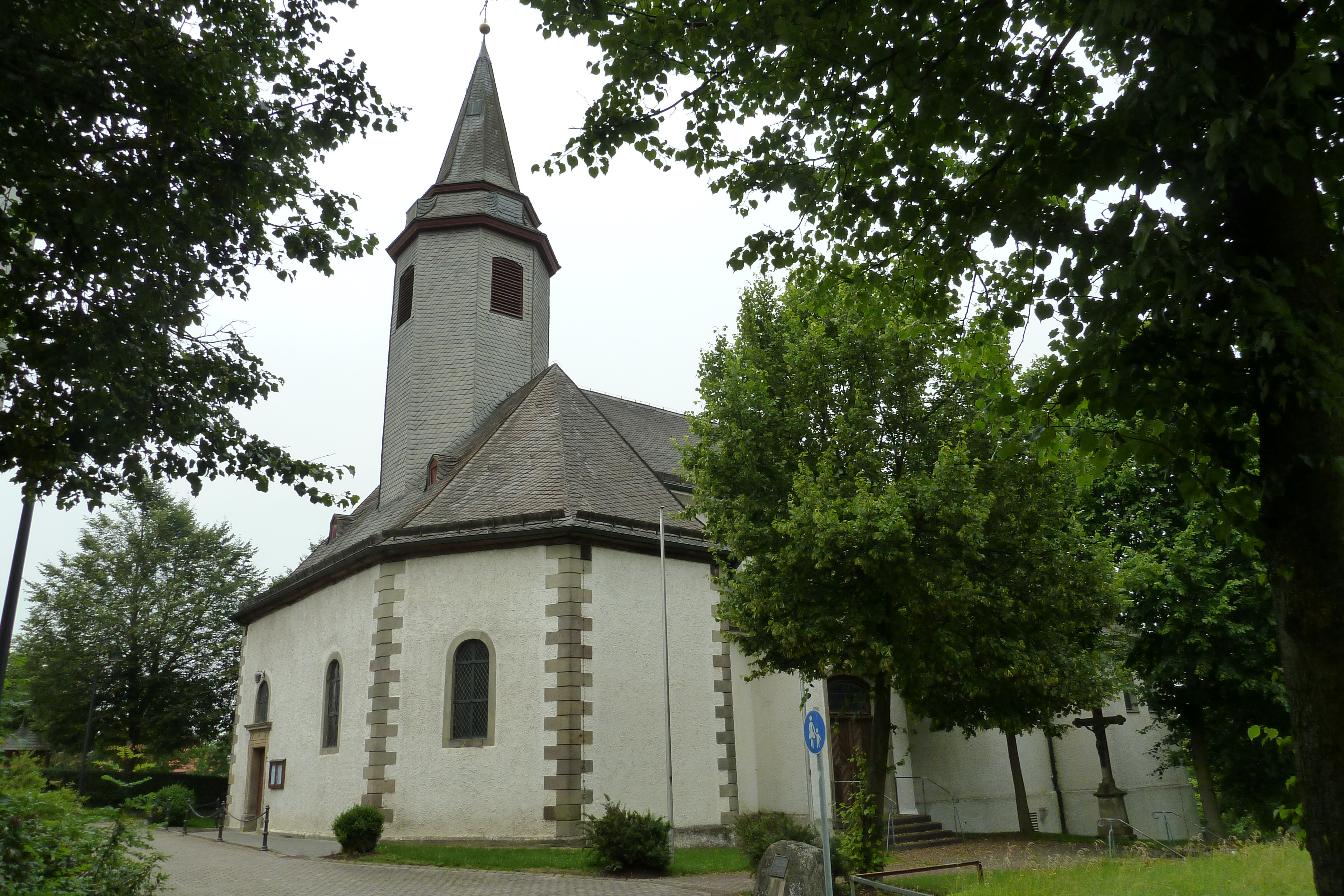
St. Hubertus

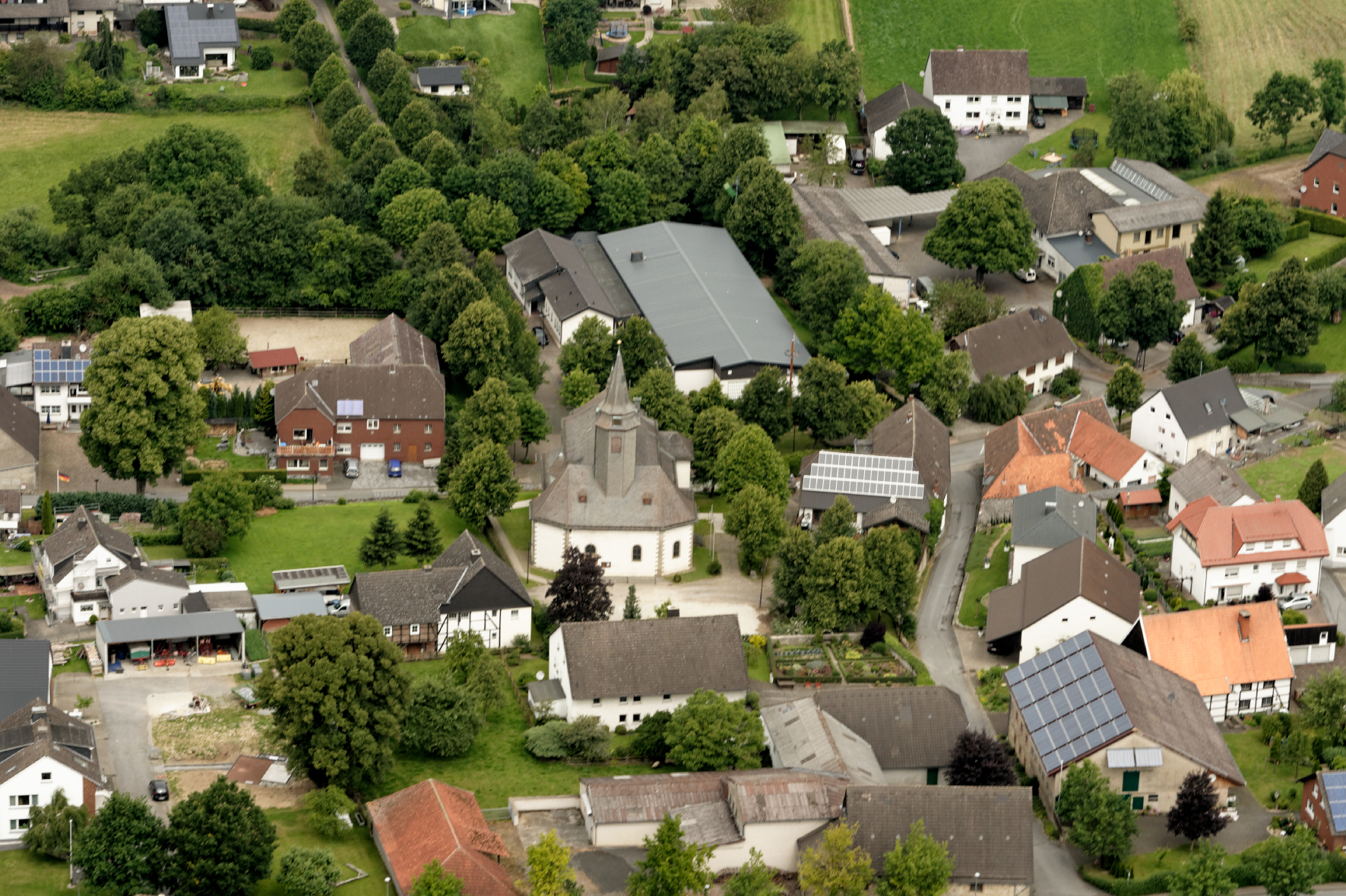
Luftbildaufnahme Sommer 2014

Die katholische Pfarrkirche St. Hubertus ist ein denkmalgeschütztes Kirchengebäude in Drewer, einem Ortsteil der Stadt Rüthen im Kreis Soest in Nordrhein-Westfalen.

## Geschichte und Architektur

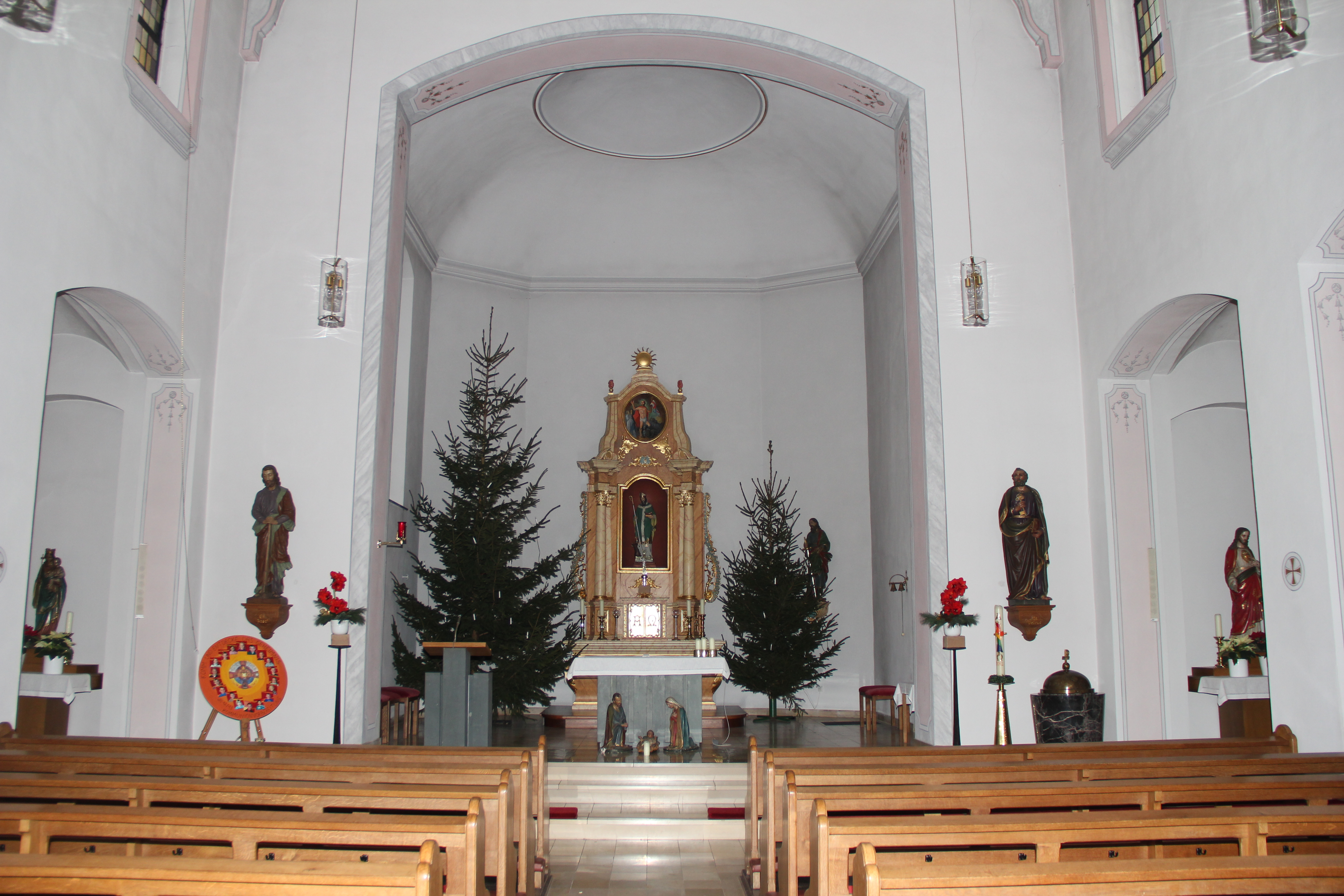
Innenansicht der Kirche St. Hubert in Drewer

Die Kapelle wurde 1736/1737 unter der Bauleitung von Franz und Anton Schilling als Ersatz für einen Vorgängerbau errichtet. Der Eingang an der Südseite ist mit 1737 bezeichnet. Das Gebäude ist eine zweijochige Saalkirche mit gotisierenden Sterngewölben und angeputzten Graten. Im Osten und Westen ist sie dreiseitig geschlossen. Sie ist mit einem Dachreiter versehen. Umgebaut wurde 1839. Ein Erweiterungsbau wurde 1936 als genordete Basilika angefügt.

## Ausstattung
- Eine Ausmalung des Gebäudes erfolgte 1890 und 1912.
- Der Haupt- und der Seitenaltar stammen von 1890.
- Ein Standkreuz aus Eiche ist aus der 2. Hälfte des 15. Jahrhunderts.
- Die Prozessionsfigur aus dem 3. Viertel des 18. Jahrhunderts befindet sich im Heimatmuseum in Lippstadt.[3]